# Apeadeiro de Afife
O Apeadeiro de Afife (nome anteriormente grafado como "Affife"), é uma interface da Linha do Minho, que serve a localidade de Afife, no Município de Viana do Castelo, em Portugal.

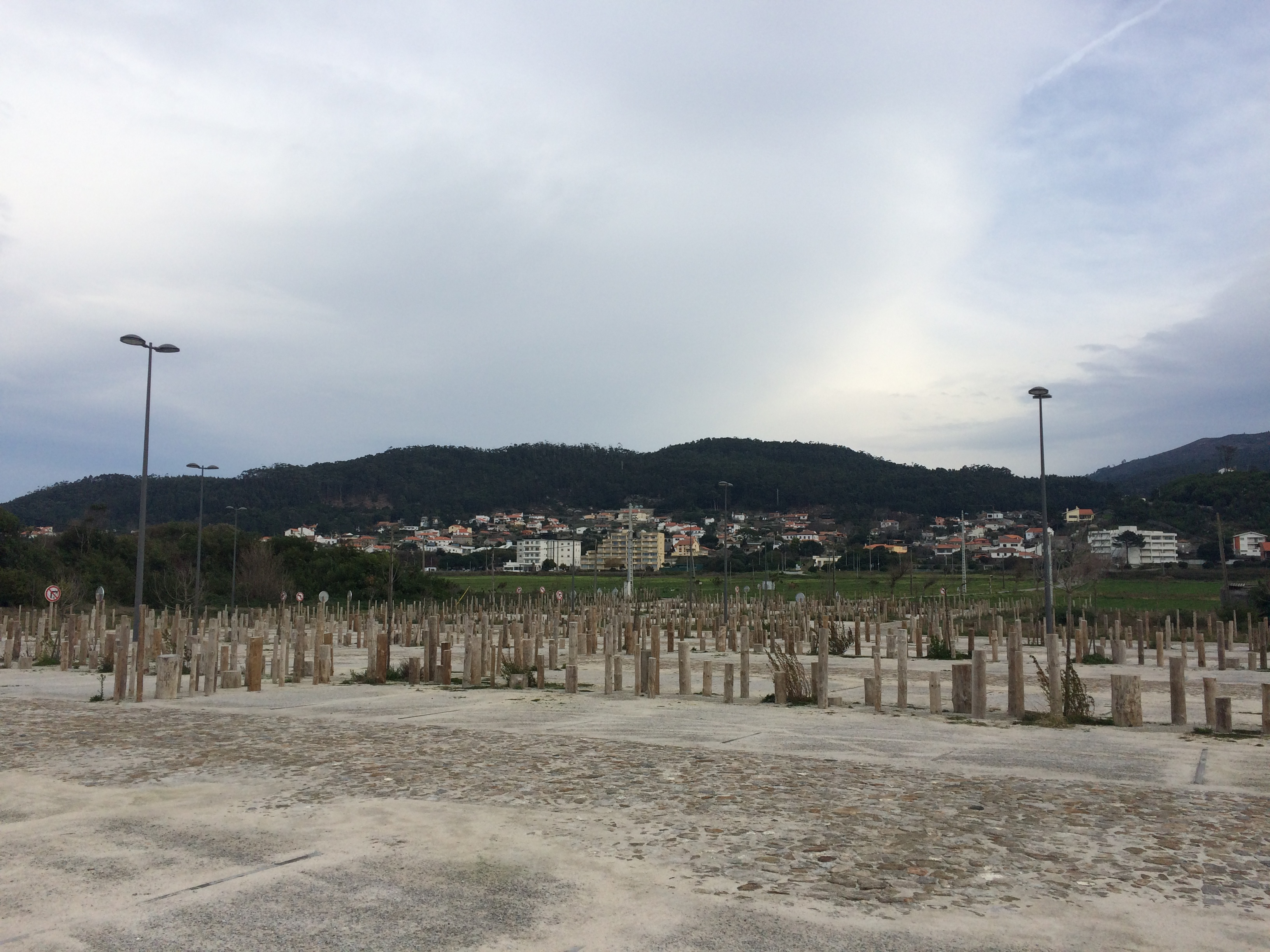
Vista da praia para o interior, a norte do apeadeiro, divisando-se a via férrea.

## Descrição

### Localização e acessos
O Apeadeiro de Afife tem acesso pelo Caminho de Valadouro, no Município de Viana do Castelo.

### Infraestrutura
Como apeadeiro em linha em via única, esta interface tem uma só plataforma, que tem 80 m de comprimento e 685 mm de altura. O edifício de passageiros situa-se do lado nascente da via (lado direito do sentido ascendente, a Monção).

### Serviços
Em dados de 2023, esta interface é servida por comboios de passageiros da C.P., com dez circulações diárias em cada sentido — em igual número regionais (entre Valença e Nine, Viana do Castelo, ou Porto - São Bento) e inter-regionais (entre Valença e Porto-Campanhã, Porto - São Bento, ou Figueira da Foz).

## História
Este apeadeiro insere-se no troço da Linha do Minho entre as estações de Darque e Caminha, que foi aberto no dia 1 de Julho de 1878. Em 1895 possuía a classificação de estação e denominava-se de Affife, situação que se manteve até pelo menos Junho de 1913.
Em 23 de Abril de 1934, a Comissão Administrativa do Fundo Especial de Caminhos de Ferro aprovou obras de pavimentação da gare desta estação. Em 16 de Julho de 1949, a Gazeta dos Caminhos de Ferro noticiou que os serviços rápidos começaram a parar na estação, ainda conhecida como Afife, tendo a chegada do primeiro comboio deste tipo sido comemorada pela população. No XI Concurso das Estações Floridas, realizado pelo Secretariado Nacional de Informação em 1953, Afife ficou em sexto lugar, sendo o chefe de estação Fernando Pinto Martinho. Na XIII edição do concurso, em 1954, a estação recebeu uma menção honrosa extra-concurso e um prémio de persistência excepcional de 500$00. Em 1985 esta interface tinha já sido entretanto despromovida à classificação de apeadeiro.

Em 31 de Janeiro de 2019, uma automotora “camelo” perdeu um dos seus motores quando circulava perto deste apeadeiro, acidente que não provocou quaiquer vítimas. Em 2021, após obras de reparação e eletrificação, começaram a circular neste troço (Viana-Valença) comboios elétricos.